# Natalivka, Kahovka
Natalivka (în ucraineană Наталівка) este un sat în comuna Kostohrîzove din raionul Kahovka, regiunea Herson, Ucraina.

## Demografie
Componența lingvistică a localității Natalivka
     Ucraineană (93,44%)
     Rusă (4,99%)
     Belarusă (1,05%)
     Alte limbi (0,52%)
Conform recensământului din 2001, majoritatea populației localității Natalivka era vorbitoare de ucraineană (93,44%), existând în minoritate și vorbitori de rusă (4,99%) și belarusă (1,05%).